# Tsao
Tsao is een dorp in het district North-West in Botswana. De plaats telt 2000 inwoners (2011).